# Pullerriemen

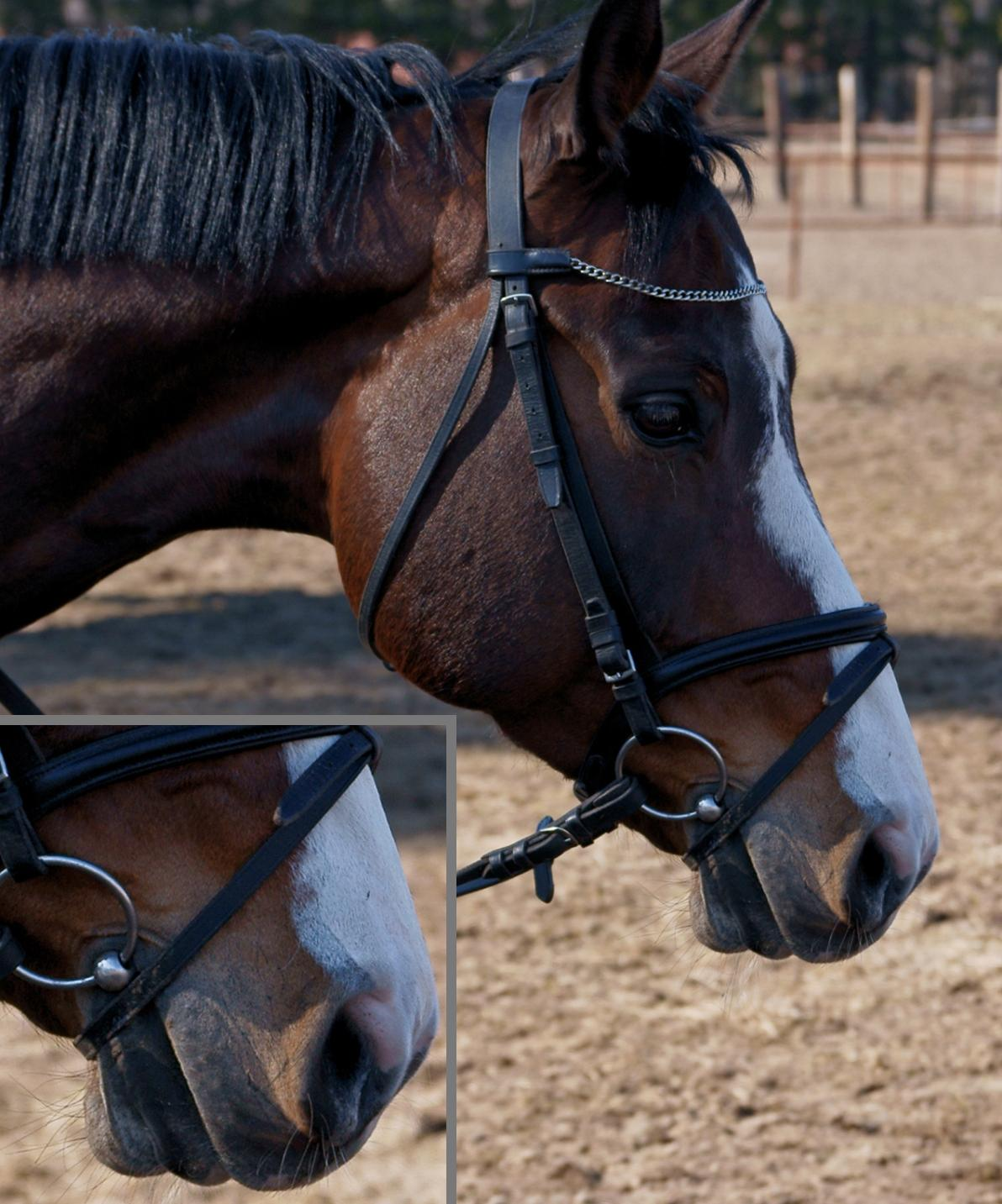
Der Sperrriemen und seine Position am Pferdekopf.

Ein Pullerriemen ist ein Lederriemen, der Bestandteil des Zaumzeugs für Pferde ist.

## Turnier- und Freizeitreiten
Beim Reiten ist der Pullerriemen Bestandteil des kombinierten Reithalfters. Der Pullerriemen verläuft um die Nase herum und soll so verhindern, dass das Pferd das Maul aufsperrt, um dem Gebissdruck auszuweichen. Daher wird der Riemen häufig auch Sperrriemen genannt.

## Galoppsport
Im Galoppsport ist der Pullerriemen an den Gebissringen befestigt und verläuft nur über den Nasenrücken. Beim Annehmen der Zügel spannt sich der Riemen (der locker verschnallt sein sollte) und überträgt den Zug am Trensengebiss auf das Nasenbein des Pferdes.
Dies ist die ursprüngliche Verschnallung des Riemens, die früher dazu diente das Brechen des Kiefers zu vermeiden wenn die Pferde zu Boden stürzten.